# Biologia marinha
Biologia marinha é a especialidade biológica que se encarrega de entender os organismos que vivem em ecossistemas de água salgada e as relações dos mesmos com o ambiente.
Os oceanos cobrem mais de 71% da superfície da Terra e, assim como o ambiente terrestre é diverso, os oceanos também são. Por isso encontramos as mais diferentes formas de vida no mar, desde o plâncton microscópico, incluindo o fitoplâncton, de enorme importância para a produção primária no ambiente marinho, aos gigantes cetáceos como as baleias.

## Classificação dos organismos marinhos
Geralmente se agrupam os organismos marinhos em função do seu tamanho e hábito de vida, como segue (resumidamente):

### Plâncton
Fazem parte do plâncton organismos que ficam à deriva dos movimentos oceânicos. São classificados em:
- Bacterioplâncton (bactérias)
- Fitoplâncton (microalgas e sargaços)
- Zooplâncton (protozoários e animais - com predomínio para os microscópicos, mas incluindo algumas espécies de grandes dimensões, como as salpas, urocordados que podem formar cadeias com mais de um metro de comprimento)

Classificação do plâncton segundo o tamanho dos orifícios da malha das redes utilizadas para capturá-los:
- Fentoplâncton (0,02 a 0,2 µm)

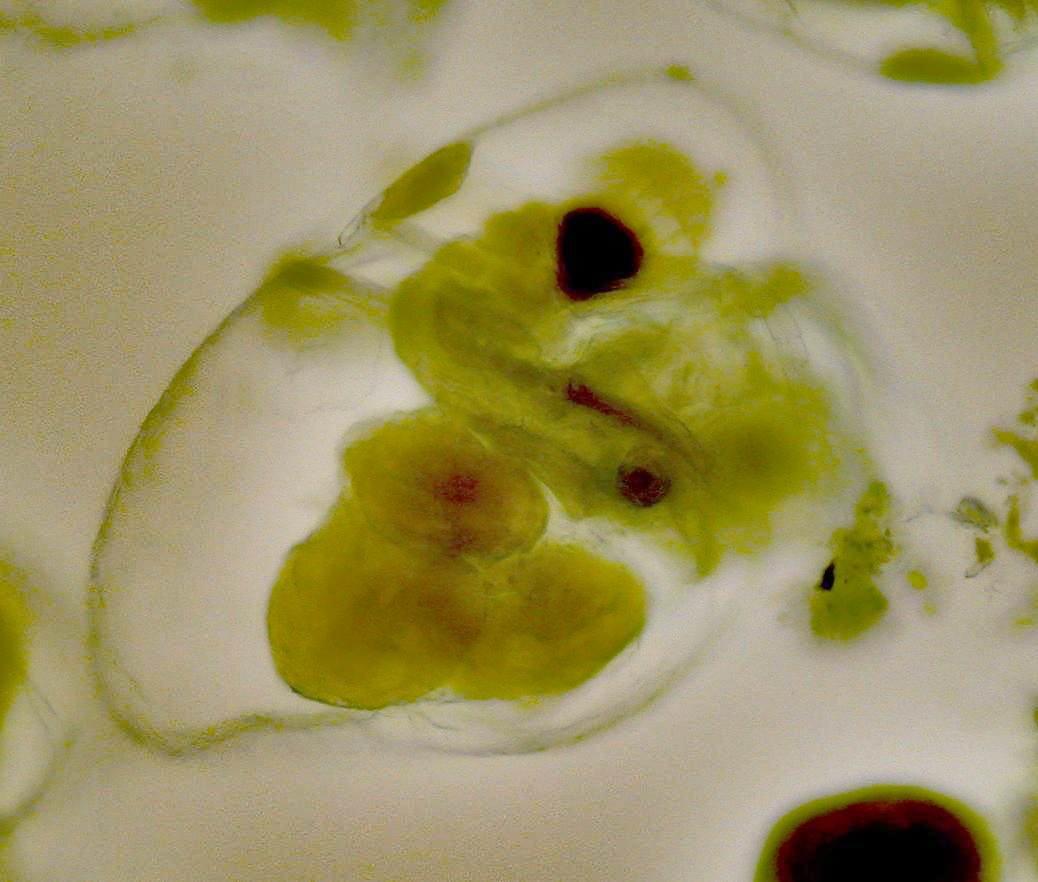
Plâncton tergestina.

- Picoplâncton (0,2 a 2 µm)
- Nanoplâncton (2 a 20 µm)
- Microplâncton (20 a 200 µm)
- Mesoplâncton(mariana 1)
- Macroplâncton (2 a 20 cm)
- Megaloplâncton (>20 cm)

### Bentos
Fazem parte dos bentos organismos que vivem no substrato, fixos ou não.
- Fitobentos (incluindo as macroalgas, algumas microalgas e as ervas marinhas)
- Zoobentos
  - Macrofauna (animais visíveis a olho nu, como a maior parte dos caranguejos, os equinodermes, algumas espécies de peixes, etc.)
  - Meiofauna (animais que vivem permanentemente enterrados no sedimento, quer livres, quer dentro de estruturas por eles construídas)
  - Microfauna (animais microscópicos que se desenvolvem sobre o substrato)

### Nécton
Fazem parte do nécton organismos com boa capacidade natatória, como a maior parte dos peixes e dos mamíferos marinhos.
Um conceito relacionado, embora não formado por organismos vivos é o séston que é o conjunto das partículas, orgânicas ou não, que se encontram dispersas na coluna de água e que, para além de poderem constituir alimento para alguns organismos, têm um papel importante na difusão da luz na água e, portanto, na produção primária.

## Microrganismos
A microbiota marinha é importantíssima para a decomposição de matéria orgânica e para a produção primária em ecossistemas sem luz. A maior parte dos são bactérias e algas azuis (cianobactérias ou cianofíceas, normalmente incluídas no fitoplâncton).
As bactérias estão dispersas por todos os oceanos, suportando condições extremas. Há bactérias quimiossintéticas e decompositoras.

### Fitoplâncton
O fitoplâncton é formado por microalgas ou bactérias (cianobactérias ou "algas azuis) que se encontram na coluna de água. Os organismos do fitoplâncton são a base da teia alimentar aquática, servindo de alimento ao zooplâncton, ictioplâncton e outros organismos. São produtores primários (seres autotróficos), que usam a clorofila para converter a energia solar, sais minerais e dióxido de carbono em compostos orgânicos. Por necessitar da energia solar para o seu desenvolvimento, o fitoplâncton vive na zona mais superficial da coluna de água, na zona eufótica.
O fitoplâncton engloba vários grupos distintos de organismos.

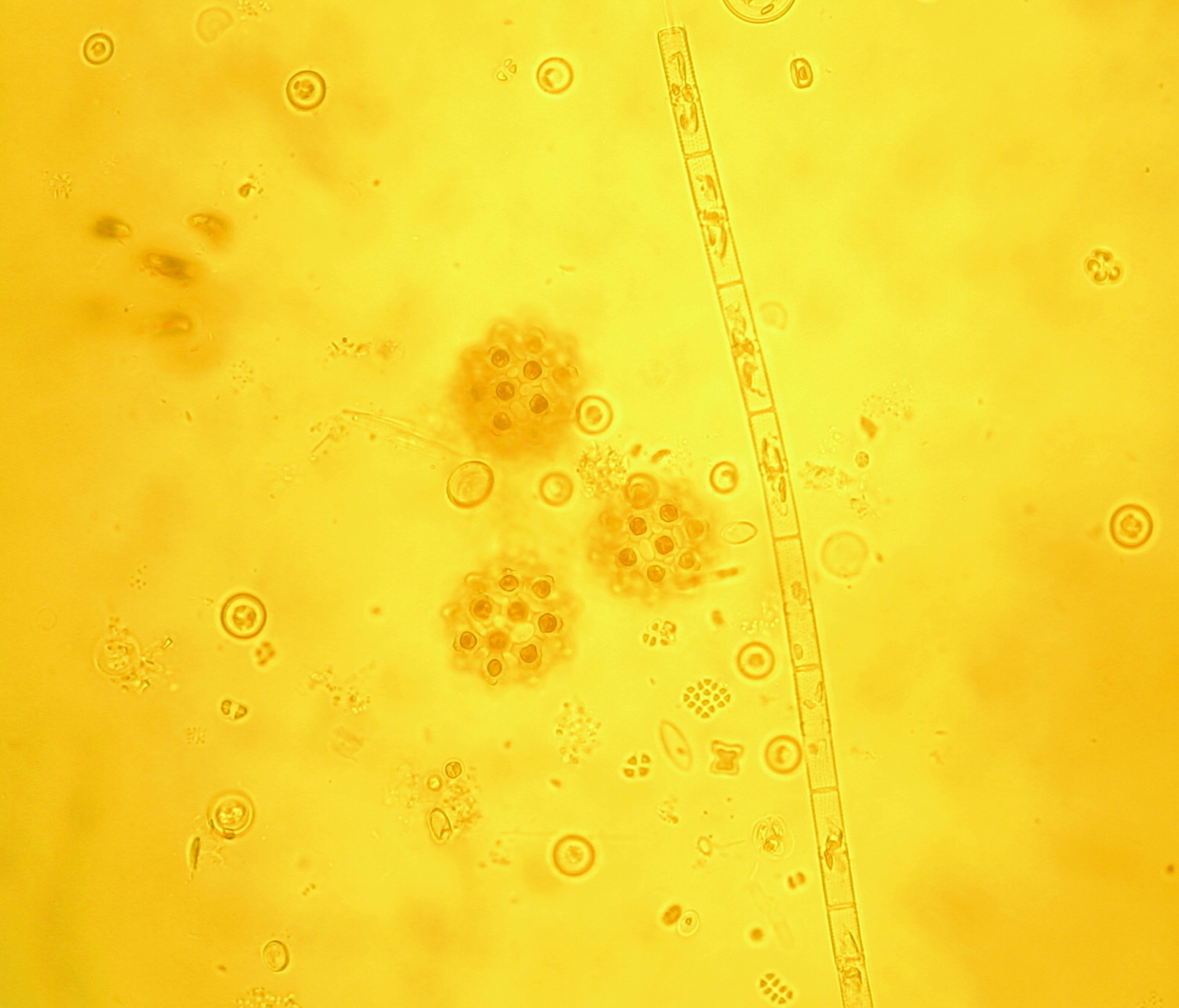
Fitoplâncton.

#### Diatomáceas
As diatomáceas são um grande grupo de microalgas (existem mais de 20 000 espécies conhecidas). A característica principal deste grupo é a frústula siliciosa (semelhante a uma caixa de Petri). Ocorrem em todos os ambientes, marinho, salobro, dulcícula e hipersalino e são encontradas em águas tropicais, temperadas e polares, são planctônicas ou bentônicas. São unicelulares ou formam colônias, com dimensões que vão desde 2 micrômetros a 2 mm. Se reproduzem por fissão binária, com uma valva desenvolvendo uma célula filha e servindo como valva maior. Após sucessivas gerações de divisão celular, o tamanho da célula tende a diminuir; para que a mesma volte ao tamanho normal, inicia-se a formação do auxósporo, na qual a célula desprende sua valva siliciosa, formando, consequentemente, uma larga esfera que está envolta por uma membrana. No interior desta esfera, aparece uma nova frústula com tamanho máximo, recomeçando um novo ciclo. A reprodução sexuada, quando ocorre nas diatomáceas cêntricas, é oogâmica, ou seja, com gametas masculinos flagelados. Já nas penadas, a reprodução é isogâmica, com os gametas masculinos e femininos aflagelados.

#### Cianofíceas
As cianobactérias, algas azuis-verdes ou cianofíceas são bactérias, apesar da sua função fotossintética. Como bactérias, são seres procariontes.

### Fitobentos

#### Macroalgas
As macroalgas são algas multicelulares, com órgãos diferenciados, como as algas vermelhas e as algas pardas e algumas clorofíceas, como as Ulvas. Elas constituem a maior parte do que as pessoas chamam algas marinhas (muitas vezes, as pessoas chamam algas às ervas marinhas).
As macroalgas são uma parte importante da cadeia trófica do bentos, fornecendo ainda refúgio a muitos animais. No entanto,
há algumas espécies que podem ocorrer ao plâncton, como os sargaços encontrados no mar dos Sargassos.
Algumas espécies de algas marinhas são utilizadas na alimentação, principalmente no extremo oriente e também nas indústrias alimentar e farmacêutica.

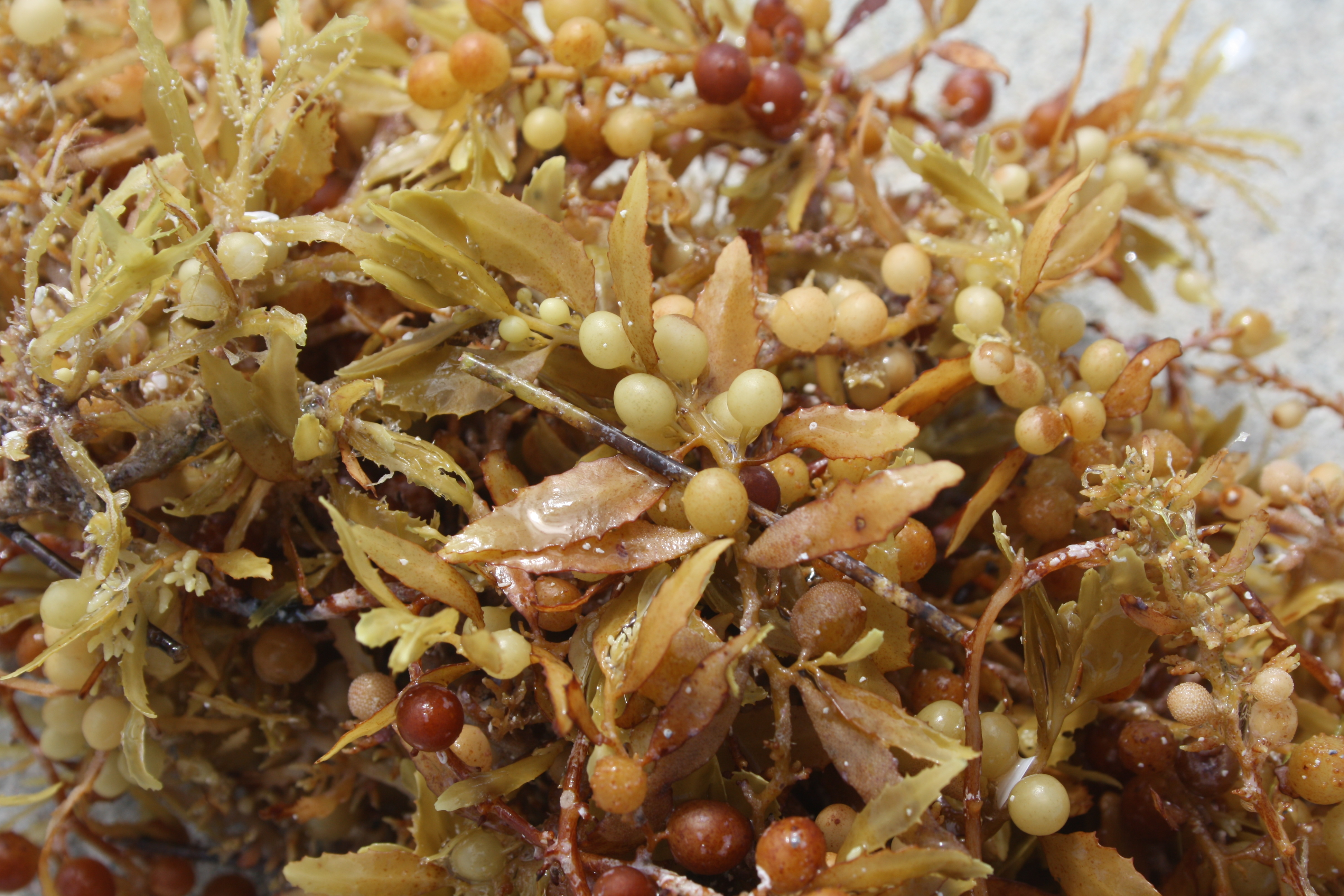
Alga-sargaço (Sargassum sp.) em Cuba.

#### Ervas marinhas
As ervas marinhas são plantas que produzem flor adaptadas à vida na água do mar. Estas plantas encontram-se em muitas praias e pertencem às famílias Posidoniaceae, Zosteraceae, Hydrocharitaceae e Cymodoceaceae. Têm um importante papel nos ecossistemas costeiros, não só pela sua produtividade, mas também por servirem de refúgio a muitos animais bentónicos.
O nome vulgar provém do fato das suas folhas se assemelharem, embora superficialmente, com as ervas terrestres da família Poaceae. Por vezes são confundidas com algas.

## Protozoários e animais marinhos

### Zooplâncton
São organismos planctônicos não clorofilados, sendo desconhecidos sob o ponto de vista de produtividade terrestre como heterótrofos. Compreendem uma infinidade de formas, tamanhos e cores. Vários grupos estão representados no zooplâncton, desde formas unicelulares (protozoários), até animais, tais como medusas, moluscos, crustáceos e peixes (ovos e larvas, também denominados ictioplâncton). O zooplâncton é importante por desempenhar um papel crucial na transferência da energia sintetizada pelo fitoplâncton, para animais superiores na teia trófica (ou teia alimentar) – tais como peixes (por exemplo, atuns e sardinhas) e algumas baleias, denominadas pelos biólogos planctófagas (comedores de plâncton).
Além disso, o zooplâncton pode ser utilizado como indicadores da qualidade da água, já que esses pequenos organismos respondem rapidamente às modificações do ambiente, tais como ocorrem quando existe emissão de poluentes químicos e despejo de esgoto. Resumindo, quando um ambiente recebe uma descarga de óleo ou matéria orgânica, algumas espécies do zooplâncton perdem boa parte dos indivíduos, reduzindo, desta forma, suas populações. Em contrapartida, outras espécies são mais resistentes, ocorrendo nestes casos um aumento de suas populações. Assim, os organismos do zooplâncton podem ser considerado como excelentes bioindicadores da condição ambiental de um dado ecossistema. Porém, vale ressaltar cada espécie do zooplâncton responde diferentemente às alterações do meio, cabendo aos biólogos e demais pesquisadores correlacionados identificarem quais espécies são as melhores indicadoras para dado parâmetro (por exemplo: poluição orgânica, produtos químicos, elevada salinidade, aumento ou redução da acidez da água e outros).

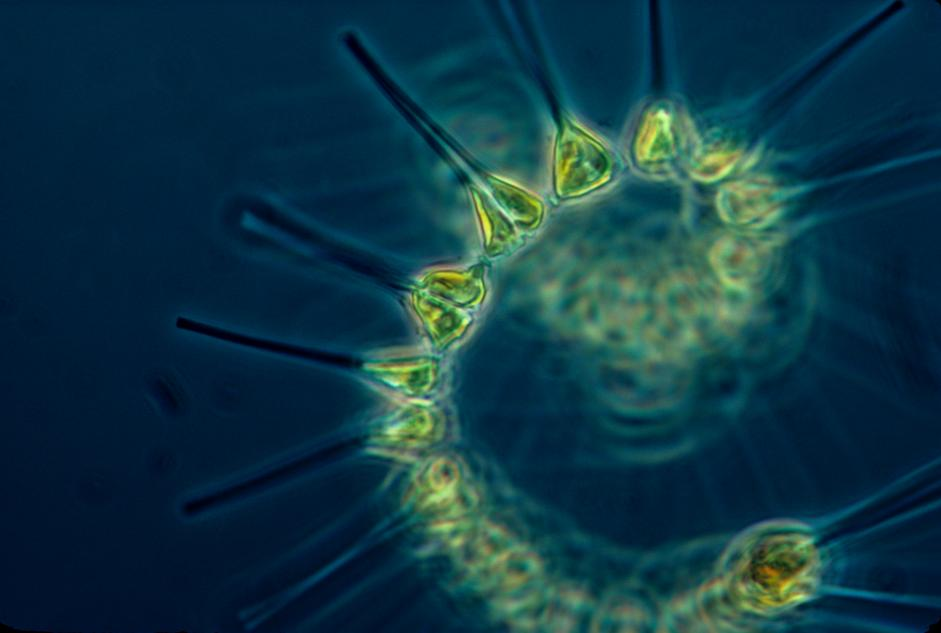
Zooplâncton.

### Invertebrados marinhos
Os animais que não possuem notocorda nem coluna vertebral são conhecidos como invertebrados. Esse grupo é muito grande e inclui animais que apresentam formas e comportamentos bem diferentes. Eles podem ser encontrados nos mais diversos ambientes (aquáticos ou terrestres) e podem ser parasitas de plantas ou de outros animais. Os principais filos de invertebrados são: poríferos, celenterados, platelmintes, nematódeos, anelídeos, artrópodes, moluscos e equinodermes e todos estes filos possuem representantes no mar.

#### Invertebrados bentônicos
Os invertebrados bentônicos são grupos de organismos que habitam diferentes tipos de substratos de habitats aquáticos. Estes podem ser compostos de fragmentos de vegetais, sedimentos diversos, macrófitas, algas filamentosas, entre outros. Dentre os diversos grupos existentes, podemos destacar os moluscos, insetos, nematódeos e os oligoquetos. Os organismos bentônicos têm sido utilizados como bioindicadores na avaliação de impactos ambientais provocados pelo mau uso dos recursos naturais do ambiente. Os animais, plantas, microrganismos e suas complexas interações com o meio ambiente respondem de maneira diferenciada às modificações da paisagem, produzindo informações, que não só indicam a presença de poluentes, mas proporcionam também uma melhor indicação de seu impacto na qualidade dos ecossistemas (Souza, 2001).

#### Invertebrados nectônicos
Animais caracterizados por possuir simetria pentarradial e um esqueleto calcário que lhes protege grande parte do corpo. Além de alguns ossículos esqueléticos isolados de estrelas-do-mar, muito pequenos e difíceis de encontrar, os fósseis de equinodermes mais frequentes em Almada correspondem a carapaças de ouriços-do-mar, das quais é mais habitual encontrar apenas fragmentos dispersos. Conhecem-se várias espécies no Miocénico do concelho, incluindo algumas formas que viviam permanentemente enterradas nos sedimentos, bem como outras, por vezes de grandes dimensões, que habitavam sobre os fundos marinhos.

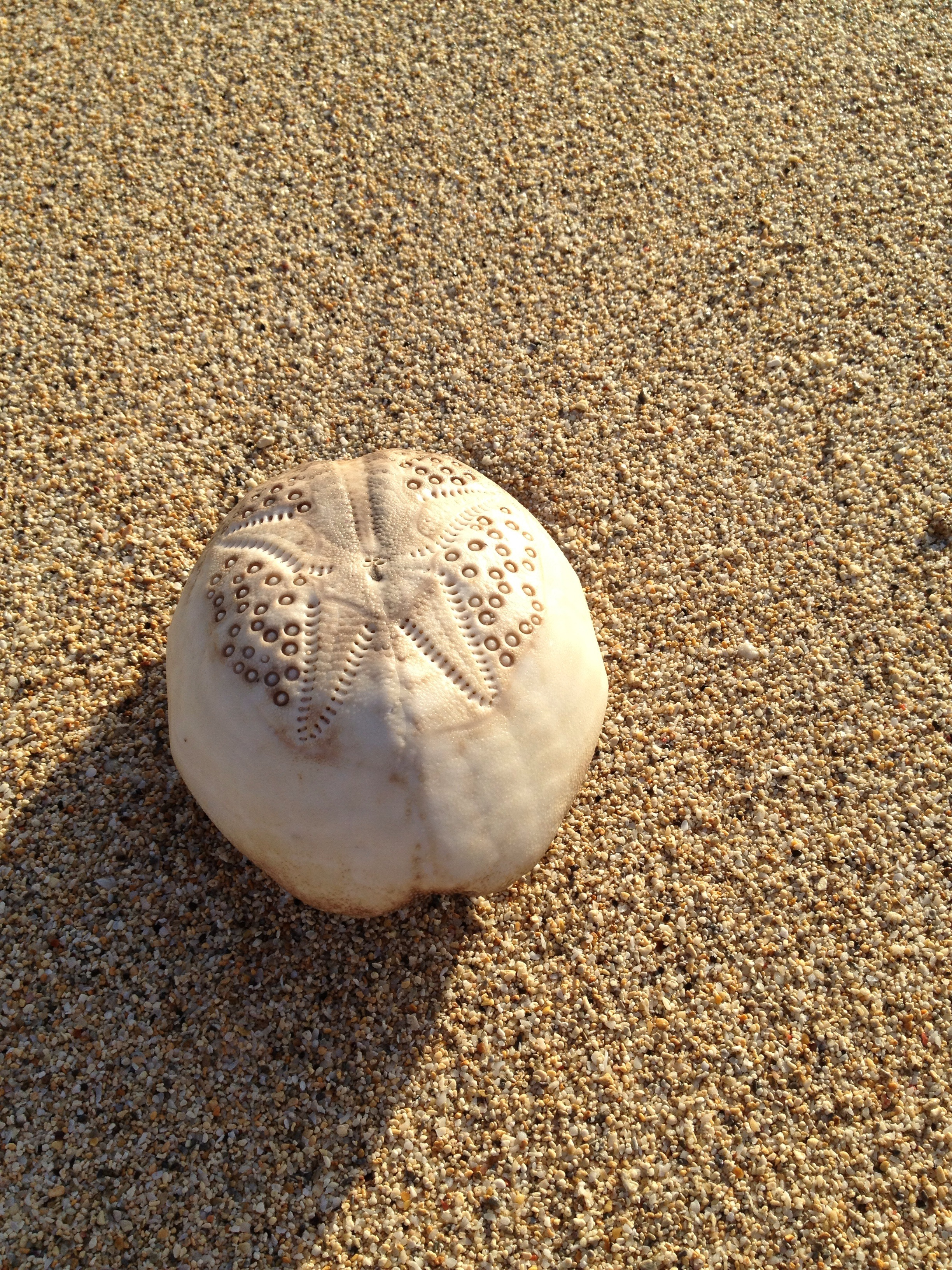
Concha de ouriço-do-mar (Breynia australasiae) em Lord Howe.

### Mamíferos marinhos
Os Mamíferos marinhos habitam primariamente o oceano ou dependem do oceano para alimentar-se e estão divididos em cinco grupos.
- Ordem Sirenia: peixe-boi, dugongo
- Ordem Carnivora
  - Família Ursidae: urso-polar
  - Superfamília Pinnipedia: leão-marinho, morsa
  - Família Mustelidae: lontra-marinha
- Ordem Cetacea: baleia, golfinho, marsuíno

## Fatores de distribuição de organismos marinhos
Um dos temas de pesquisa mais activos na biologia marinha é a descoberta e o mapeamento dos ciclos de vida das várias espécies, as zonas onde os seus membros passam a vida, o modo como as correntes oceânicas os afectam e os efeitos da miríade de outros factores oceânicos no seu crescimento e bem-estar. Só recentemente foi possível desenvolver este tipo de trabalho com a ajuda de tecnologia de GPS e de câmaras subaquáticas.
A maior parte dos organismos marinhos reproduz-se em locais específicos, põe os ovos noutros locais, passa o seu tempo de juvenil ainda em outros locais e a maturidade noutros locais ainda. Durante bastante tempo, os cientistas não fizeram qualquer ideia sobre a localização de muitas espécies durante certos períodos dos seus ciclos de vida. De facto, as zonas por onde as tartarugas-marinhas viajam ainda são bastante desconhecidas. Instrumentos de seguimento não funcionam para algumas formas de vida e os rigores do oceano não são amigos da tecnologia. Mas em muitos casos, estes factores limitativos estão a ser ultrapassados.

## Principais ecossistemas marinhos

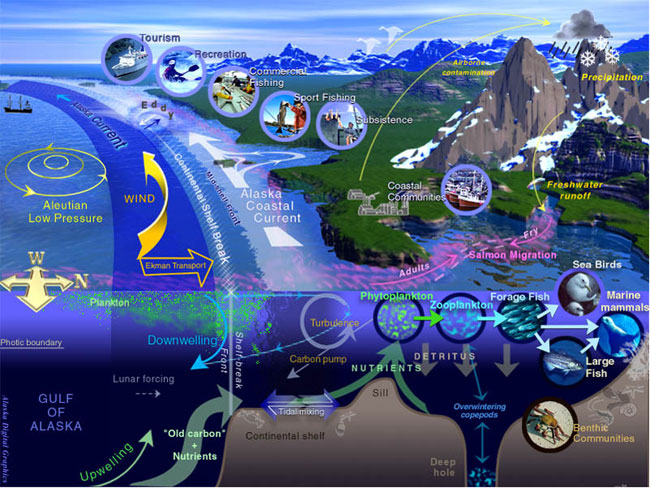
Características gerais de um grande ecossistema marinho,

### Zona costeira
Normalmente considera-se zona costeira, também chamada zona nerítica a que se encontra sob influência das marés e onde a luz pode penetrar até ao fundo, promovendo a fotossíntese.
Existem organismos aquáticos, não só na zona que está permanentemente coberta de água - também conhecida por zona infratidal, ou seja, a que é mais profunda que a maior maré baixa - mas também na zona intertidal, que pode ficar a descoberto durante as marés baixas, e na supratidal que nunca é inundada pelas marés, mas que recebe humidade (ou umidade) da água do mar, através das ondas e por penetração da água através da areia.

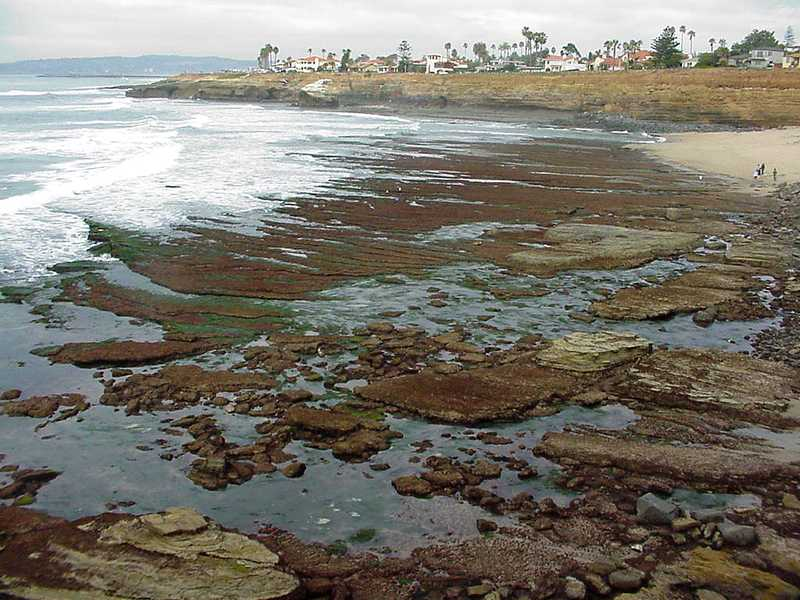
Poças de maré na zona intertidal.

Os organismos que habitam nesta região estão adaptados a estas variações, tanto do nível de água, como da sua falta durante determinados períodos. Por exemplo, muitos crustáceos e moluscos que vivem nesta zona são capazes de armazenar água junto das brânquias, fechando a sua abertura.
Nesta zona, encontram-se vários ecossistemas diferentes, que são descritos abaixo.

#### Praias
Uma praia é uma formação geológica consistindo de partículas soltas de rocha tais como areia, lascas de pedra e conchas de crustáceos e moluscos, ao longo da margem de um corpo de água.
Como são total ou parcialmente cobertas periodicamente pela água, consequência das marés ou das flutuações dos caudais dos rios, são habitadas por seres vivos adaptados a esse tipo de vida. As plantas e algas que aí se desenvolvem são tipicamente aquáticas, ou próprias de um solo com pouca matéria orgânica. Entre os animais, são mais comuns os moluscos e crustáceos que escavam suas moradas na areia, para terem sempre acesso à água.

#### Planícies de ervas marinhas
As ervas marinhas são plantas que produzem flor adaptadas à vida na água do mar. Estas plantas encontram-se em muitas praias, principalmente na zona infratidal, onde estão constantemente submersas, mas acessíveis à luz solar. Têm um importante papel nos ecossistemas costeiros, não só pela sua produtividade, mas também por servirem de refúgio a muitos animais bentónicos.

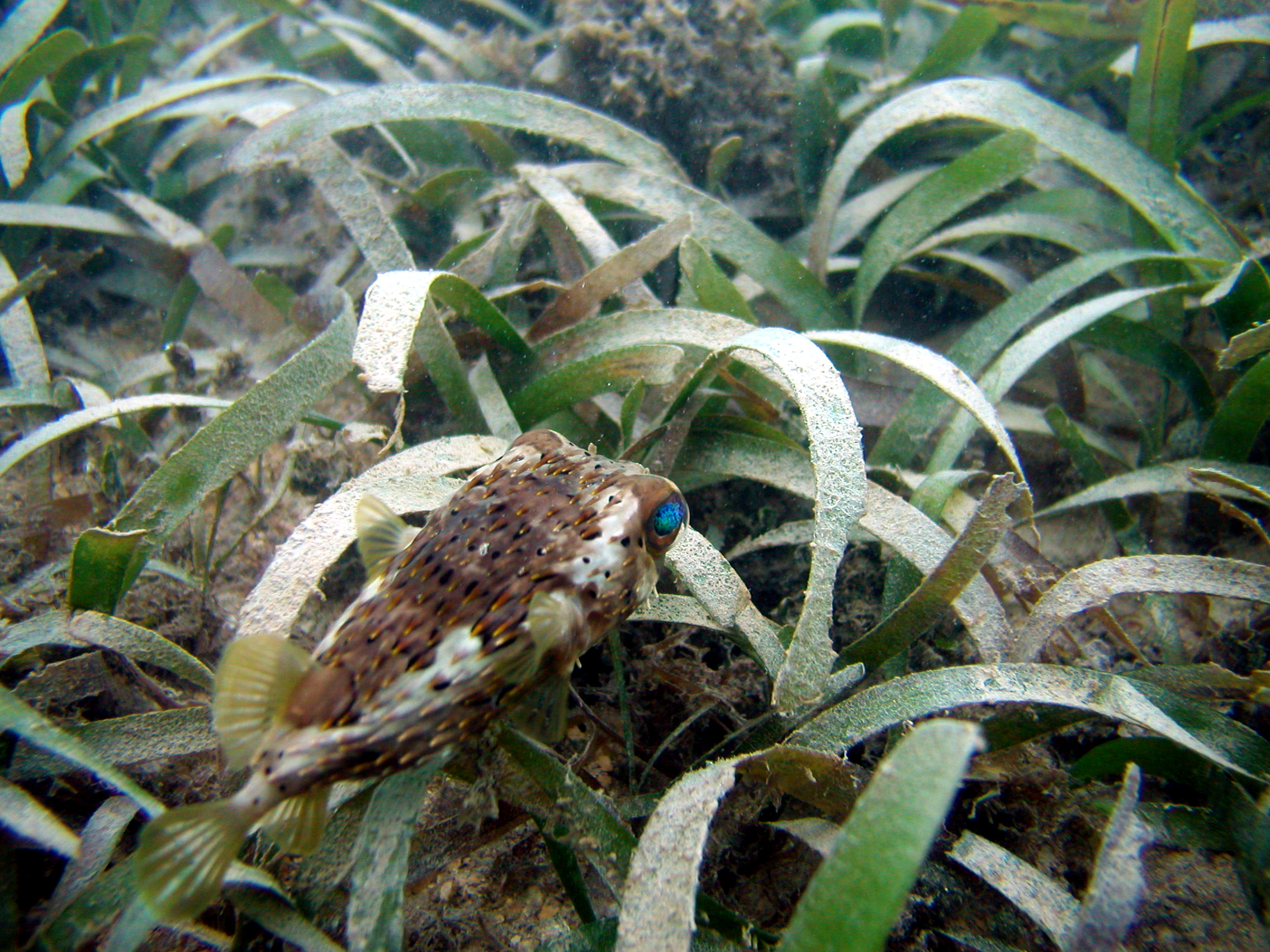
Baiacu-de-espinho (Diodon holacanthus) em uma planície de ervas marinhas na Flórida.

#### Manguezais ou mangues e marinhas
Os manguezais (também chamados mangues ou mangais) são um ecossistema costeiro caracterizado por árvores adaptadas à água do mar, com grandes raízes aéreas, os pneumatóforos. Essas raízes formam uma malha apertada que retém grande quantidade de sedimentos, tanto orgânicos, como inorgânicos. Por essa razão, o solo é povoado por uma grande quantidade de microalgas e bactérias, para além de organismos saprófitos, que alimentam uma abundante meiofauna.

#### Estuários
Um estuário é a parte de um rio que se encontra em contato com o mar. Por esta razão, um estuário sofre a influência das marés e possui tipicamente água salobra, albergando uma abundante fauna de organismos adaptados, tanto a grandes flutuações da salinidade, como a uma grande dinâmica das águas, tanto pela influência das marés, como das alterações do caudal do rio ou rios que o alimentam. Entre esses animais contam-se muitas variedades de peixes, crustáceos e moluscos.

#### Costões rochosos
Costão rochoso é o nome dado ao ambiente costeiro formado por rochas, situado na transição entre os meios terrestre e marinho. É considerado muito mais uma extensão do ambiente marinho que do terrestre, uma vez que a maioria dos organismos que o habitam, estão relacionados ao mar.
No Brasil, suas rochas possuem origem vulcânica e são estruturadas de diversas maneiras. É um ambiente extremamente heterogêneo: pode ser formado por paredões verticais bastante uniformes, que estendem-se muitos metros acima e abaixo da superfície da água ou por matacões de rocha fragmentada de pequena inclinação (ex. a costa de Ubatuba). No Brasil, pode-se encontrar costões rochosos por quase toda a costa. Sendo que a maior concentração deste ambiente está na região Sudeste, onde a costa é bastante recortada.
A partir da observação da fisiografia da costa do Brasil, pode-se estabelecer uma relação entre a ocorrência de costões rochosos e a proximidade das serras em relação ao Oceano Atlântico. Tomando como exemplo o Estado de São Paulo, observa-se que em locais onde a Serra do Mar se elevou próxima ao oceano, ocorre um predomínio de costões rochosos na interface da terra com o mar (ex. Ubatuba), já em locais onde a Serra do Mar está muito distante da costa, ocorre o predomínio de manguezal e restinga (ex. Cananeia). Os costões são, portanto, na maioria das vezes, extensões das serras rochosas que atingem o fundo do mar.

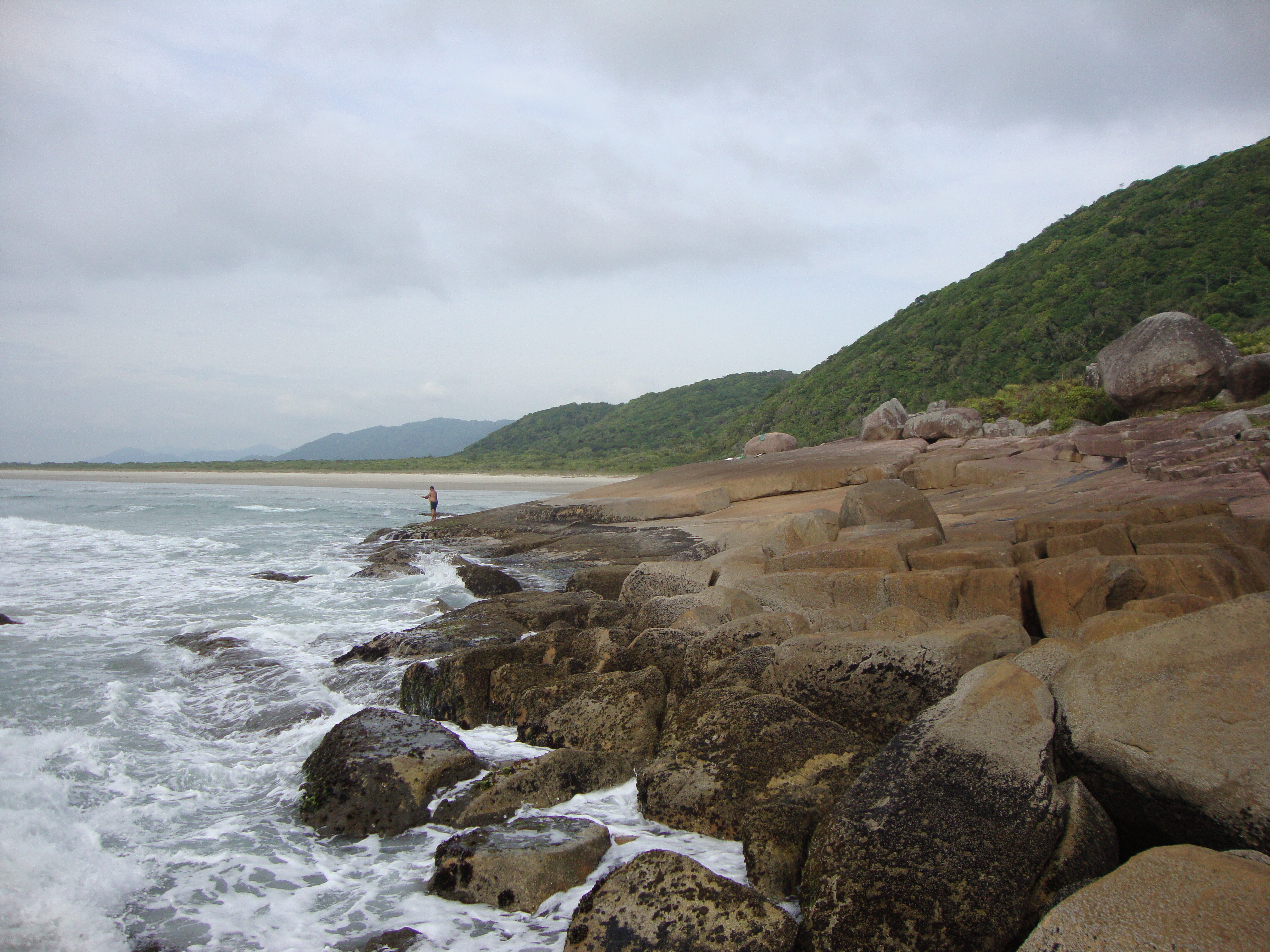
Costão rochoso na Ilha do Cardoso, Cananéia.

O costão rochoso pode ser modelado por aspectos físicos, químicos e biológicos. Em relação aos aspectos físicos, a erosão por batimento de ondas, ventos e chuvas, é o principal, mas a temperatura também possui papel importante na decomposição das rochas, a longo prazo, através da expansão e contração dos minerais. Os fatores químicos envolvidos dependem do tipo de rocha que forma o costão, uma vez que minerais reagem quimicamente com a água do mar (ex. ferro), sendo que estas relações são reguladas principalmente pelos fatores climáticos. Além destes, temos o desgaste das rochas que pode ser causado por organismos habitantes ou visitantes do costão, como ouriços, esponjas e moluscos.
O ecossistema costão rochoso pode ser muito complexo e, normalmente, quanto maior a complexidade, maior a diversidade de organismos em um determinado ambiente. Para entendermos tal relação, podemos tomar como modelos dois tipos de costão, um costão exposto e um costão protegido.

### Plataforma continental
Em oceanografia, chama-se plataforma continental à porção dos fundos marinhos que começa na linha de costa e desce com um declive suave até ao talude continental (onde o declive é muito mais pronunciado). Em média, a plataforma continental desce até uma profundidade de 200 metros.

### Recifes
- recife
- Coral

### Talude continental
Em oceanografia, chama-se talude continental à porção dos fundos marinhos com declive muito pronunciado que fica entre a plataforma continental e a margem continental, onde começam as planícies abissais.

### Zona profunda ou abissal
Em geral, consideram-se "águas profundas" aquelas onde já não penetra a luz, mas a Zona Abissal para os oceanógrafos começa no fundo do talude continental, no que é considerado como o limite dos continentes. Esta zona é formada por planícies abissais, fossas abissais e canhões, mas nela se encontram montes submarinos que podem atingir a profundidade da zona eufótica.
O oceano tem uma profundidade média de cerca de 5 km, o que significa que esta zona abissal é muito extensa, apesar de ter sido pouco estudada. A pressão hidrostática aumenta em uma atmosfera a cada 10 metros de profundidade, o que torna o estudo desta zona muito difícil, sendo necessário o uso de batiscafos, que são submarinos protegidos especialmente para pressões elevadas. Com estes submarinos e também com a ajuda de instrumentos acústicos, as ecossondas foram feitas algumas pesquisas que levaram ao conhecimento de alguns detalhes do fundo dos mares.
O ponto mais profundo dos oceanos foi encontrado na Fossa das Marianas, a leste do arquipélago das Filipinas, no Oceano Pacífico, com 10 924 m. Outros pontos especialmente profundos são o Canhão de Monterrey, ao largo da Califórnia, com cerca de 10 000 m, a Fossa de Porto Rico, com 8 605 m, a Fossa de Java, com 7 450 m e a de South Sandwich, com 7 235 m.
A estas profundidades, para além da pressão elevada, não penetra a luz e, por isso, não pode haver fotossíntese. No entanto, existem muitos animais adaptados a estes fundos, entre peixes, crustáceos e vermes, muitos deles com órgãos luminosos.

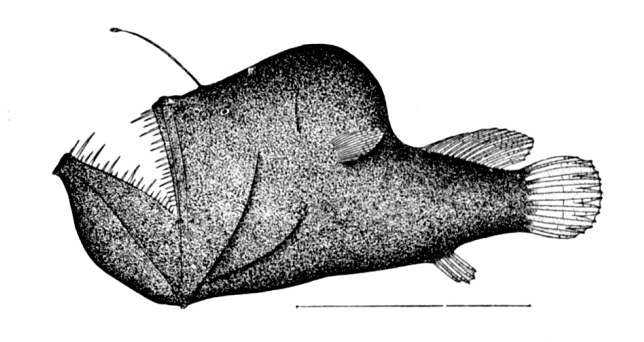
Melanocetus johnsonii, peixe típico que habita a zona abissal.

Regiões especiais, que parecem ser "oásis" no meio dum deserto, são as fontes termais submarinas e o seu oposto, as geleiras submarinas, onde uma série de compostos químicos são libertados do interior da terra, possibilitando a vida de numerosos organismos, num ecossistema que se acredita basear-se em bactérias capazes de metabolizar essas substâncias.

## Perspectivas
Ultimamente, biólogos marinhos estão tentando completar o mapeamento das criaturas aquáticas com ajuda de modernas técnicas, que ajudam a exploração do fundo do oceano, mais precisamente nas depressões aquáticas, onde acreditam encontrar novas espécies, eventualmente um potencial de grande interesse para as teorias da evolução.